# Plastophora divergens
Plastophora divergens är en tvåvingeart som beskrevs av Borgmeier 1961. Plastophora divergens ingår i släktet Plastophora och familjen puckelflugor. Inga underarter finns listade i Catalogue of Life.